# Vert-le-Petit
Vert-le-Petit je obec v jihovýchodní části metropolitní oblasti Paříže ve Francii v departmentu Essonne a regionu Île-de-France. Od centra Paříže je vzdálena 34 km.

## Geografie
Sousední obce: Leudeville, Vert-le-Grand, Écharcon, Saint-Vrain, Fontenay-le-Vicomte, Itteville
a Ballancourt-sur-Essonne.

## Znak
Znak obce vznikl v roce 1988. Ryby symbolizují množství rybníků na území obce, které vznikly v místech dřívější těžby rašeliny. Lev je znakem námořního důstojníka Abrahama Duquesneho, který byl majitelem panství a klasy zobrazují obilnářství, pro které jsou pozemky obce využívány.

## Vývoj počtu obyvatel
Počet obyvatel

## Vzdělávání
V obci je mateřská školka Julese Ferryho a základní škola Alaina Savaryho.